# Rob Allart
Rob Allart (1943) is een Nederlandse voormalig voorganger binnen de pinksterbeweging.
Allart groeide op in een hervormd gezin. Zijn vader nam hem als vijftienjarige mee naar de Osborncampagne, maar die maakte weinig indruk op hem. Tijdens zijn opleiding bekeerde Allart zicht toch tot het christelijk geloof, en werd actief in een evangelische gemeente in Santpoort-Noord, later gevestigd in Haarlem. Hij trouwde met Alie Bronsveld (1943), de dochter van voorganger-oprichter J.J. Bronsveld, en volgde deze in 1985 op als voorganger.
Hij was een van de grondleggers van de Beréa Beweging. Volgens eigen zeggen zou hij een visioen hebben gehad. Allart droomde van een grote beweging. In 1995 begon hij met een gemeente in Amsterdam. Na een spectaculaire start in Amsterdam, heftige bekeringen, sensationele zegeningen en duiveluitdrijvingen, groeide Allarts gemeente snel, en sloten bestaande evangelische gemeenten zich aan. De duiveluitdrijvingen van Ken Thornberg die door de gemeente Amsterdam werden gepropageerd waren echter omstreden, werden erg bekritiseerd en waren voor veel leden reden om de Berea-beweging te verlaten.
Allart raakte echter in opspraak nadat hij samen met zijn zoon Robert-Jan investeerders zocht voor een instelling in Zuid-Afrika die overbruggingskredieten verstrekt. Vanaf 2003 vond hij die beleggers onder de leden van de ruim dertig Nederlandse Berea-gemeenten. Zij kregen gouden bergen voorgespiegeld: het rendement zou kunnen oplopen tot 50 procent, risicovrij. In december 2004 sommeerde De Nederlandsche Bank de Allarts het project stil te leggen en alle 'geleende gelden' binnen acht weken terug te betalen. Allart beschikte niet over de juiste vergunningen. Ook zou hij een deel van het geld hebben gebruikt voor privé-uitgaven. Hiervoor kwam hij eind april 2007 voor de rechter.
Als gevolg hiervan ontstond grote beroering binnen de Beréa Beweging. De fouten van Allart hadden grote gevolgen, omdat hij een vrij 'dominante' positie innam binnen de beweging. Op 20 februari 2006 hief zij zichzelf op.
Allart en zijn zoon Robert-Jan werden eind november 2010 beiden veroordeeld tot een werkstraf (respectievelijk 192 en 156 uur) en zes maanden voorwaardelijke celstraf. Daarnaast moeten ze de gedupeerden 235.000 euro schadevergoeding betalen. In hoger beroep kregen beide mannen zelfs 12 maanden voorwaardelijk en een werkstraf van 240 uur.